# The Fairytaler
The Fairytaler (Der var engang...) è una serie televisiva animata danese del 2003 prodotta dalla Egmont Imagination in collaborazione con Danmarks Radio (DR) e la tedesca Super RTL, basata sulle fiabe di Hans Christian Andersen, realizzata in occasione del duecentesimo anniversario di nascita dell'autore. Dopo aver debuttato in Germania il 30 novembre 2003 su Super RTL, la serie è andata in onda in Danimarca dal 13 maggio 2004 su Danmarks Radio. In Italia è stata trasmessa da Rai 3 dal novembre del 2004. La serie è composta da 26 episodi, alcuni di questi divisi in due segmenti, per un totale di 31 segmenti.

## Trama
Durante un viaggio in carrozza Hans Christian Andersen intrattiene un bambino e una bambina, narrando loro in ogni episodio una delle sue fiabe.

## Doppiaggio
| Personaggio                             | Voce originale | Voce italiana       |
| --------------------------------------- | -------------- | ------------------- |
| Voce narrante (Hans Christian Andersen) | Henrik Koefoed | Davide Marzi        |
| Sirenetta                               |                | Letizia Ciampa      |
| Principe                                |                | Leonardo Graziano   |
| Strega del mare                         |                | Stefania Romagnoli  |
| Brutto anatroccolo                      |                | Barbara Pitotti     |
| Soldato                                 |                | Marco Baroni        |
| Strega                                  |                | Paola Del Bosco     |
| Ida                                     |                | Francesca Manicone  |
| Principessa                             |                | Emanuela Amato      |
| Pollicina                               |                | Greta Bonetti       |
| Principe guardiano di porci             |                | Stefano Crescentini |
| Principessa imperiale                   |                | Emanuela Amato      |
| Charlie                                 |                | Manfredi Aliquò     |
| Martina                                 |                | Laura Lenghi        |
| Figlio del mercante                     |                | Stefano Crescentini |
| Contadino                               |                | Edoardo Nordio      |
| Moglie del contadino                    |                | Roberta Greganti    |
| Regina cattiva                          |                | Cinzia De Carolis   |
| Fratello di Elisa                       |                | Monica Bertolotti   |
| Giovane re                              |                | Davide Marzi        |
| John                                    |                | Edoardo Nordio      |
| Compagno di viaggio                     |                | Ambrogio Colombo    |
| Re                                      |                | Michele Kalamera    |
| Personaggi vari                         |                | Antonio Sanna       |

## Episodi
| N° | Parte | Titolo italiano                         | Titolo inglese                 |
| -- | ----- | --------------------------------------- | ------------------------------ |
| 1  |       | La sirenetta                            | The Little Mermaid             |
| 2  |       | Il brutto anatroccolo                   | The Ugly Duckling              |
| 3  |       | L'acciarino                             | The Tinderbox                  |
| 4  |       | I vestiti nuovi dell'imperatore         | The Emperor’s New Clothes      |
| 5  |       | L'usignolo                              | The Nightingale                |
| 6  |       | La pulce e il professore                | The Flea and the Professor     |
| 7  | A     | I fiori della piccola Ida               | Little Ida’s Flowers           |
| 7  | B     | La principessa sul pisello              | The Princess on the Pea        |
| 8  | A     | Il giardiniere                          | The Gardener and the Family    |
| 8  | B     | Brodo di stecchino                      | Soup on a Sausage Pack         |
| 9  |       | L'abete                                 | The Fir Tree                   |
| 10 |       | Pollicina                               | Thumbelina                     |
| 11 |       | Il soldatino di piombo                  | The Hardy Tin Soldier          |
| 12 |       | Il guardiano di porci                   | The Swineherd                  |
| 13 | A     | I fidanzati                             | The Lovers                     |
| 13 | B     | Il vecchio lampione                     | The Old Street Lamp            |
| 14 |       | Il baule volante                        | The Flying Trunk               |
| 15 |       | Il collo di bottiglia                   | The Bottleneck                 |
| 16 | A     | Il pupazzo di neve                      | The Snowman                    |
| 16 | B     | I saltatori                             | The Jumper                     |
| 17 |       | Lo scarabeo                             | The Beetle                     |
| 18 | A     | È proprio vero                          | It’s Quite True                |
| 18 | B     | Ole Chiudigliocchi                      | Ollie Shuteye                  |
| 19 |       | Quel che fa il babbo è sempre ben fatto | What the Old Man Does Is Right |
| 20 |       | Il tesoro d'oro                         | The Golden Treasure            |
| 21 |       | I cigni selvatici                       | The Wild Swans                 |
| 22 |       | Il compagno di viaggio                  | The Travelling Companion       |
| 23 |       | Le sovrascarpe della fortuna            | The Galoshes of Fortune        |
| 24 |       | Jack lo Sciocco                         | Jack the Fool                  |
| 25 |       | La regina delle nevi (parte 1)          | The Snow Queen – Part 1        |
| 26 |       | La regina delle nevi (parte 2)          | The Snow Queen – Part 2        |